# Olrik (seriefigur)
Olrik är en återkommande figur i den tecknade serien Blake och Mortimer. Han är huvudpersonernas antagonist, är överste och är ofta inblandad i diverse skumma saker. Figuren skapades av Edgar P. Jacobs.